# Gudmont-Villiers
Pour les articles homonymes, voir Villiers.
Gudmont-Villiers est une commune française située dans le département de la Haute-Marne, en région Grand Est.

## Géographie

### Hydrographie
La commune est dans la région hydrographique « la Seine de sa source au confluent de l'Oise (exclu) » au sein du bassin Seine-Normandie. Elle est drainée par le canal de la Marne a la Saone, la Marne, le cours d'eau 01 de Momont,.le ruisseau du Vau,
Le canal de la Marne à la Saône est un canal à bief de partage au gabarit Freycinet, d'une longueur de 160 km reliant les vallées de la Marne et de la Saône, géré par les Voies navigables de France.
La Marne  prend sa source sur le plateau de Langres, dans la commune de Saints-Geosmes (Haute-Marne) et se jette dans la Seine entre Charenton-le-Pont et Alfortville (Val-de-Marne) dans le quartier de Conflans-l'Archevêque.

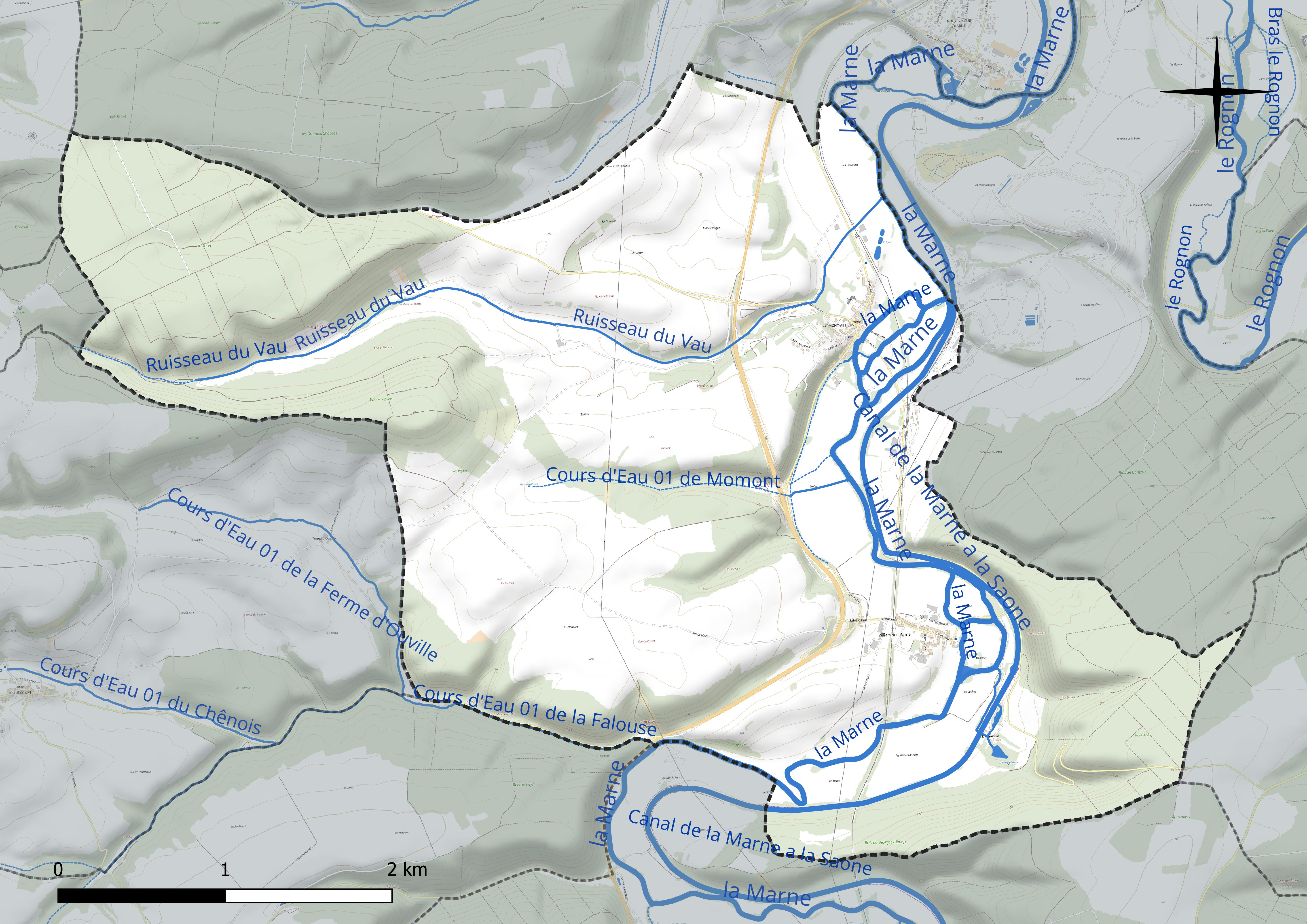
Réseau hydrographique de Gudmont-Villiers.

### Climat
Pour des articles plus généraux, voir Climat du Grand Est et Climat de la Haute-Marne.
En 2010, le climat de la commune est de type climat de montagne, selon une étude du Centre national de la recherche scientifique s'appuyant sur une série de données couvrant la période 1971-2000. En 2020, Météo-France publie une typologie des climats de la France métropolitaine dans laquelle la commune est exposée à un climat océanique altéré et est dans la région climatique Lorraine, plateau de Langres, Morvan, caractérisée par un hiver rude (1,5 °C), des vents modérés et des brouillards fréquents en automne et hiver.
Pour la période 1971-2000, la température annuelle moyenne est de 10,5 °C, avec une amplitude thermique annuelle de 16 °C. Le cumul annuel moyen de précipitations est de 913 mm, avec 13 jours de précipitations en janvier et 9,4 jours en juillet. Pour la période 1991-2020, la température moyenne annuelle observée sur la station météorologique de Météo-France la plus proche, « Blécourt », sur la commune de Blécourt à 6 km à vol d'oiseau, est de 10,8 °C et le cumul annuel moyen de précipitations est de 879,6 mm. 
La température maximale relevée sur cette station est de 40,2 °C, atteinte le 25 juillet 2019 ; la température minimale est de −18 °C, atteinte le 20 décembre 2009,,.
Les paramètres climatiques de la commune ont été estimés pour le milieu du siècle (2041-2070) selon différents scénarios d'émission de gaz à effet de serre à partir des nouvelles projections climatiques de référence DRIAS-2020. Ils sont consultables sur un site dédié publié par Météo-France en novembre 2022.

## Urbanisme

### Typologie
Au 1er janvier 2024, Gudmont-Villiers est catégorisée commune rurale à habitat dispersé, selon la nouvelle grille communale de densité à sept niveaux définie par l'Insee en 2022.
Elle est située hors unité urbaine. Par ailleurs la commune fait partie de l'aire d'attraction de Chaumont, dont elle est une commune de la couronne,. Cette aire, qui regroupe 112 communes, est catégorisée dans les aires de 50 000 à moins de 200 000 habitants,.

### Occupation des sols
L'occupation des sols de la commune, telle qu'elle ressort de la base de données européenne d’occupation biophysique des sols Corine Land Cover (CLC), est marquée par l'importance des territoires agricoles (58,6 % en 2018), une proportion sensiblement équivalente à celle de 1990 (58,3 %). La répartition détaillée en 2018 est la suivante : 
forêts (41,2 %), terres arables (40,8 %), prairies (17,9 %), mines, décharges et chantiers (0,2 %). L'évolution de l’occupation des sols de la commune et de ses infrastructures peut être observée sur les différentes représentations cartographiques du territoire : la carte de Cassini (XVIIIe siècle), la carte d'état-major (1820-1866) et les cartes ou photos aériennes de l'IGN pour la période actuelle (1950 à aujourd'hui).

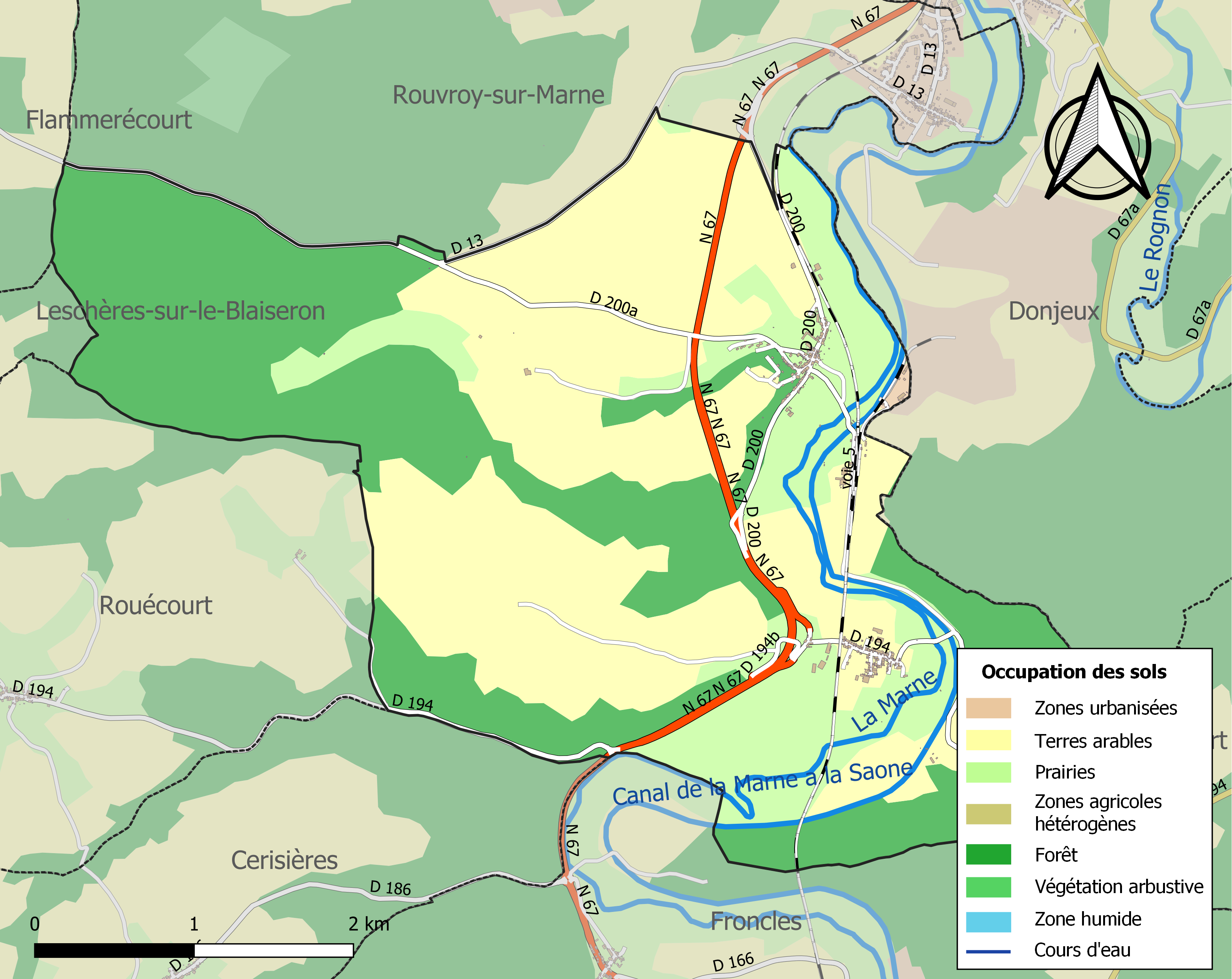
Carte des infrastructures et de l'occupation des sols de la commune en 2018 (CLC).

## Toponymie
Le 1er septembre 1972 , la commune de Villiers-sur-Marne est rattachée sous le régime de la fusion-association à celle de Gudmont (Le d restant muet dans la prononciation locale) qui devient Gudmont-Villiers.
Gudmont est attesté sous les formes Capella Guimontis (1115) ; Guimont (1447) ; Gumont (1538) ; Gudmont-sur-Marne (1547) ; Gudmont (1581) ; Guemont (1605) ; Gumon, Gumond (1751) ; Gudmond (1762).

Peut-être pour un latin Widonis monts, « Montagne de Guy (Wido en latin) », (pour origine le Mont Aiguille), qui aurait donné en français Gaionmont, réduit par euphonie en Guimont. 
Villiers est attesté sous les formes Villaris, Villaris super Maternam, Vilers sus Marne (fin du XIIIe siècle) ; Villarium super Maternam (XIVe siècle) ; Villarium super Matronam (1436) ; Villers sur Marne (1443) ; Villiers sur Marne (1444) ; Vilarium supra Matronam, gallice Villers sur Marne (1586).

Villiers est un toponyme français et un patronyme commun en France et au Royaume-Uni, notamment. Il est dérivé du latin villare, du gallo-roman villa « grand domaine rural », et est apparenté au toponyme Villars, Viller, Villers et Willer.

## Histoire
Gudmont a été, au cours de la Première Guerre mondiale, un important dépôt ferroviaire. On y trouvait notamment des locomotives et des wagons et voitures issus des Chemins de fer départementaux de l'Yonne et plus précisément de la ligne Sens - Nogent-sur-Seine.
Le 1er septembre 1972, la commune de Villiers est rattachée sous le régime de la fusion-association à celle de Gudmont qui devient Gudmont-Villiers.

## Politique et administration

### Liste des maires
| Période                                  | Période  | Identité             | Étiquette | Qualité |
| ---------------------------------------- | -------- | -------------------- | --------- | ------- |
| Les données manquantes sont à compléter. |          |                      |           |         |
| avant 1988                               | ?        | Daniel Poulot        |           |         |
| mars 2001                                | 2014     | Henri Aved De Magnac |           |         |
| 2014                                     | En cours | Dominique Pouget     |           |         |

## Population et société

### Démographie
L'évolution du nombre d'habitants est connue à travers les recensements de la population effectués dans la commune depuis 1793. Pour les communes de moins de 10 000 habitants, une enquête de recensement portant sur toute la population est réalisée tous les cinq ans, les populations de référence des années intermédiaires étant quant à elles estimées par interpolation ou extrapolation. Pour la commune, le premier recensement exhaustif entrant dans le cadre du nouveau dispositif a été réalisé en 2008.

En 2022, la commune comptait 279 habitants, en évolution de −6,06 % par rapport à 2016 (Haute-Marne : −4,62 %, France hors Mayotte : +2,11 %).
| 1793 | 1800 | 1806 | 1821 | 1831 | 1836 | 1841 | 1846 | 1851 |
| ---- | ---- | ---- | ---- | ---- | ---- | ---- | ---- | ---- |
| 255  | 312  | 308  | 284  | 315  | 323  | 366  | 359  | 381  |

| 1856 | 1861 | 1866 | 1872 | 1876 | 1881 | 1886 | 1891 | 1896 |
| ---- | ---- | ---- | ---- | ---- | ---- | ---- | ---- | ---- |
| 347  | 374  | 334  | 297  | 324  | 327  | 366  | 369  | 385  |

| 1901 | 1906 | 1911 | 1921 | 1926 | 1931 | 1936 | 1946 | 1954 |
| ---- | ---- | ---- | ---- | ---- | ---- | ---- | ---- | ---- |
| 394  | 330  | 342  | 255  | 257  | 229  | 263  | 222  | 290  |

| 1962 | 1968 | 1975 | 1982 | 1990 | 1999 | 2006 | 2008 | 2013 |
| ---- | ---- | ---- | ---- | ---- | ---- | ---- | ---- | ---- |
| 267  | 271  | 389  | 399  | 338  | 355  | 353  | 352  | 313  |

| 2018 | 2022 | - | - | - | - | - | - | - |
| ---- | ---- | - | - | - | - | - | - | - |
| 284  | 279  | - | - | - | - | - | - | - |

## Culture locale et patrimoine

### Lieux et monuments

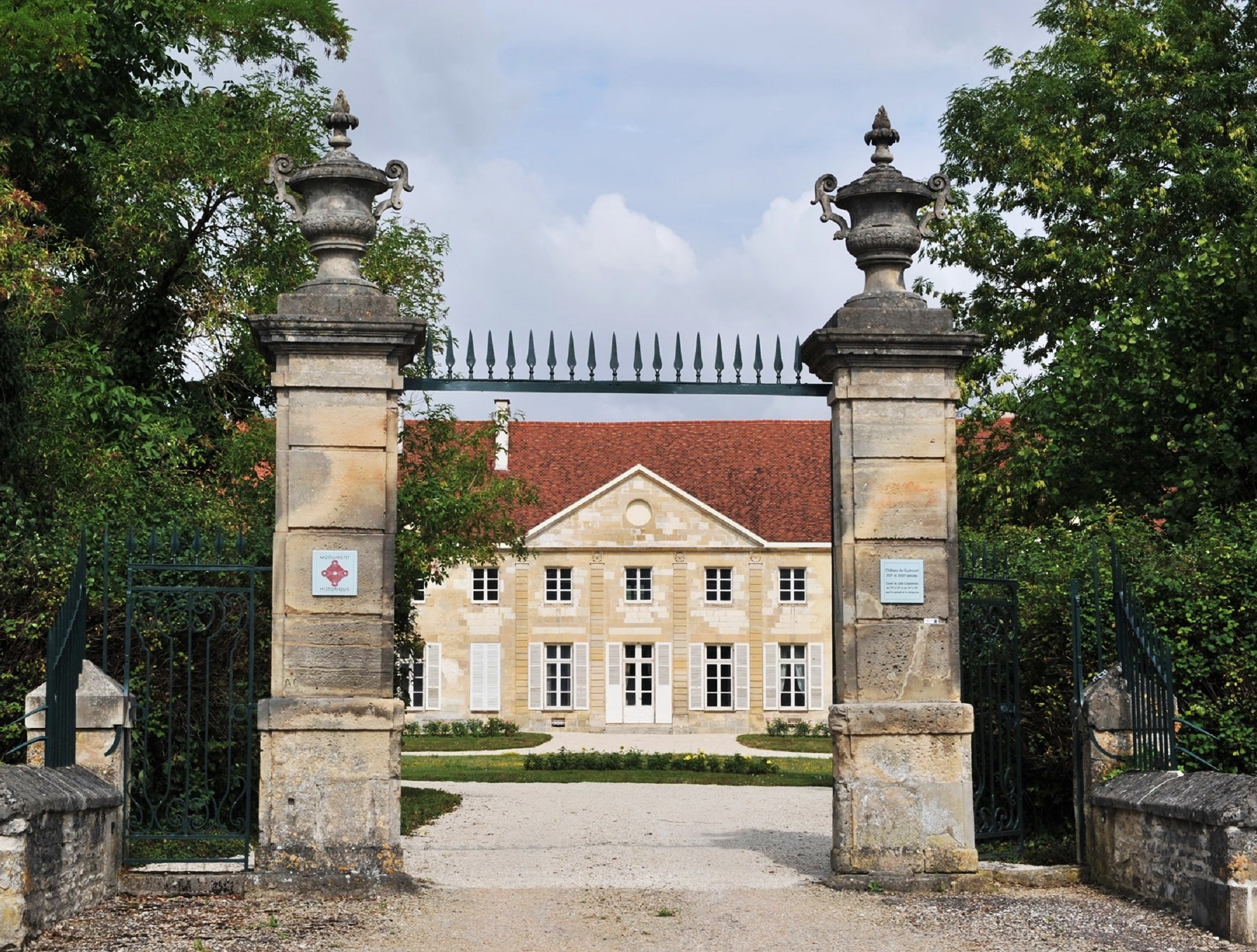
le Château de Gudmont

- Le château de Gudmont-Villiers.
- L'église de Gudmont .

### Héraldique
| Armes de Gudmont-Villiers | Les armes de Gudmont-Villiers se blasonnent ainsi : d'azur au chevron d'or accompagné de trois plantes de lin d'argent. |